# Armorloricus davidi
Armorloricus davidi är en djurart som beskrevs av Kristensen och Gad 2004. Armorloricus davidi ingår i släktet Armorloricus, och familjen Nanaloricidae. Inga underarter finns listade i Catalogue of Life.